# Scott Barchard Wilson
Scott Barchard Wilson (Wandsworth, 29 mei 1864 - Everton, 20 januari 1923) was een Britse ornitholoog en ontdekkingsreiziger.
Wilson was de zoon van de scheikundige George Fergusson Wilson. In 1887 kreeg hij van zijn leermeester, de hoogleraar Alfred Newton de opdracht om vogels te bestuderen en te verzamelen op Hawaii. Na terugkomst schreef hij Aves Hawaiienses (1890-1899) samen met Arthur Humble Evans, met illustraties gemaakt door Frederick William Frohawk.
Wilson beschreef in totaal 8 nieuwe vogelsoorten, waaronder de laysanvink (Telespiza cantans) en drie uitgestorven soorten, waaronder de konavink (Chloridops kona).
- Gemeinsame Normdatei: 1204956723
- International Standard Name Identifier: 0000 0000 6787 9559
- Library of Congress Control Number: nr95007015
- Nationale bibliotheek van Australië: 35613324
- Nederlandse Thesaurus van Auteursnamen: 254866999
- Réseau des bibliothèques de Suisse occidentale: 02-A009090607
- Virtual International Authority File: 31884141
- WorldCat: E39PBJkdkjrqwpFYWk4bkKYgKd